# 福永勝
福永 勝（ふくなが まさる、1947年5月28日 - ）は、日本の経営者。サッポロビール社長を務めた。

## 経歴
兵庫県出身。1971年、早稲田大学政治経済学部を卒業し、同年、サッポロビールに入社。2003年7月に専務に就任し、2005年3月には社長に昇格した。2010年3月には顧問に就任。
2023年11月に旭日中綬章を受章。